# Kamow Ka-92
Der Kamow Ka-92 ist ein Hochgeschwindigkeits-Koaxialhubschrauber, der von Kamow aus Russland im Wettbewerb mit dem Mil Moscow Helicopter Plant  ein 1,3-Milliarden-Dollar-Projekt der russischen Regierung zur Entwicklung eines Hochgeschwindigkeitshubschraubers vorgeschlagen wurde.

## Geschichte
Die Kamow Ka-92 ist Teil eines Programms des neu gegründeten russischen Hubschrauberunternehmens Russian Helicopters, das darauf abzielt, eine neue Generation von Hubschraubern der Mittelklasse zu entwickeln, die mit einer Reisegeschwindigkeit von etwa 500 km/h (312 mph) fliegen und eine Distanz von bis zu 1400 km erreichen können sollen. Sein vorläufiger Entwurf und einige Spezifikationsdaten wurden auf der Ausstellung HeliRussia 2009 in der Nähe von Moskau vorgestellt.
Der Ka-92 wird über ein Koaxialrotor-System verfügen, das für Kamow-Produkte charakteristisch ist. Wie bei der Mil Mi-X1 wird auch bei der Ka-92 ein Schubpropeller zum Einsatz kommen, bei der Kamow werden jedoch zwei anstelle von einem verwendet, wie Mil es gewählt hat. Wie der Chefkonstrukteur von Kamow, Sergei Michejew, erklärte, funktioniert das traditionelle Design, bei dem der Hauptrotor das Flugzeug sowohl anhebt, als auch nach vorne schiebt, aufgrund des zurückziehenden Blattabrisses nur bis zu einer Geschwindigkeit von etwa 300 km/h. „Jetzt planen wir, die Funktionen des Horizontal- und Vertikalflugs auf verschiedene Rotoren aufzuteilen“, sagte Michejew.
Der Ka-92 ist als 30-sitziger Passagierhubschrauber mit einem Startgewicht von 16 Tonnen geplant. Laut Michejew wird der erste Prototyp von zwei Klimow WK-2500 -Motoren angetrieben, die mit einem neuen Getriebe ausgestattet sind. Allerdings planen die Konstrukteure, die 3.200 PS starke WK-3000-Wellenturbine einzubauen, sobald die in St. Petersburg ansässige Firma Klimow ihre Entwicklung abgeschlossen hat. Mit verbesserter Aerodynamik und zwei am Heck montierten gegenläufigen Schubpropellern soll die Ka-92 eine Reisegeschwindigkeit von 420 bis 430 km/h erreichen.
Die Entwicklung des Mi-X1 und des Ka-92 wurde 2015 aufgrund geringerer staatlicher Mittel und hoher Betriebskosten vom Ministerium für Industrie und Handel auf das Verteidigungsministerium verlagert. Ursprünglich plante man den Flug eines Prototyps im Jahr 2018 und die Produktion im Jahr 2022. Jedoch ist bisher noch kein Prototyp gebaut worden.